# Лудвиг Вилхелм од Хесен-Хомбурга
Принц Лудвиг Јохан Вилхелм Груно од Хесен-Хомбурга (Немачки: Ludwig Johann Wilhelm Gruno, Prinz von Hessen-Homburg;  15. јануар 1705, Бад Хомбург - 23. октобар 1745, Берлин) - представник хесенске владајуће куће, руски фелдцајхмајстер генерал (1735. године) и генерал фелдмаршал (1742. године).

## Биографија
Син ландгрофа од Хесен-Хомбурга Фридриха III Јакова (1673-1746) из првог брака са грофицом Елизабетом Доротејом (1676-1721), принцезом од Хесен-Дармштата. Према Манштајну, он није добио васпитање које одговара његовом високом роду. Од априла 1722. до јануара 1723. године, принц је похађао предавања на Универзитету у Гисену, али није показивао никакву љубав према науци.
Године 1723, његов отац је пристао на предлог Павла Ивановича Јагужинског, који је посетио Бад Хомбург, и пустио своје синове Лудвига и Јохана Карла (1706-1728) у руску службу. Принц Лудвиг је 9. новембра 1723. године, постављен за пуковника у Нарвском пуку и јануара 1724. године, пријавио се за службу у Ревелу. Након смрти цара Петра I, положај принчева Хомбурга се погоршао због непријатељског односа кнеза Александра Даниловича Меншикова према њима. Ојачало је срамотом овог кнеза Александра Меншикова.
Принц Лудвиг се са својим пуком преселио у Ригу у априлу 1727.  године и унапређен је у генерал-мајора 1. децембра. Док је живео овде, упознао је удовицу војвоткињу Ану Ивановну, чијим се доласком на руски престо његов положај још више побољшао. У јесен 1730. године, позван је у Москву, унапређен у генерал-потпуковника и премијер-мајора Преображенског пука и постављен за саветника Војног колегијума; сви његови дугови су плаћени.
Кнез је 2. маја 1732. године постављен за команданта пољских трупа у Санкт Петербургу и околини, а 28. августа исте године поверено му је командовање над одредом трупа у каспијским поседима Русије. Гроф Лудвиг је 22. априла 1733. године, преузео команду над трупама на Кавказу уместо генерала Левашева, који је привремено командовао, и почео да се титулира као главнокомандујући. Његово главно пребивалиште било је утврђење Часног крста. У јуну је морао да се бори са кримским каном Терти-Гирејем, који је покушавао да притекне у помоћ Багдаду, који су опседали Персијанци. Гроф је 11. јуна успео да победи Татаре код Горанчија (Горечаиа, Хот), али је у исто време, окружен непријатељима, спашен од смрти само захваљујући брзини свог коња.
Враћајући се на утврђење Св. Крста, гроф је ту живео скоро до краја живота; Син кримског кана, Фети-Гиреј, искористио је његову пасивност и пробио се кроз руске трупе са 50.000 Татара. 16. септембра (5. октобра) гроф је са својим одредом прешао у Дербент, а 21. септембра (октобар) генерал Еропкин, који је деловао са њим, заузео је Багили, седиште кана Усмеја, који је био непријатељски расположен према Русима. Генерално, гроф Лудвиг није показао способности команданта и убрзо је опозван. Средином новембра вратио се у утврђење Св. Крста и 8. децембра отпутовао у Москву, где је за успешна војна дејства 10. фебруара 1734. године, одликован Орденом Св. Андреја Првозваног и светог Александра Невског.
Исте године гроф Лудвиг је учествовао у пољском рату у одбрани руског кандидата за пољски престо – Августа III Саксонског – и успешно је опседао тврђаве Збараж и Броди, које су му се предале у јулу. У пролеће 1735. године, поверено му је смиривање Подолског војводства. За испуњење овог задатка 3. августа добио је од краља Августа III орден Белог орла. Гроф Лудвиг је у августу уместо Миниха преузео команду над корпусом који је деловао у Пољској, који је требало да повуче у Украјину. Гроф Лудвиг од Хомбурга је 28. марта 1735. године, именован за генерала фелдцајхмајстра, као и за главног провизорског мајстора, али је до јула 1736. године, морао да дели власт са својим претходником Минихом, који је задржао место главног директора утврђења и инжењера.
Постао је и гувернер Астраханске и Персијске области (провинције Ширван, Гилан, Мазандаран и Астрабад, према Раштанском уговору који је закључио цар Петар I, потписаном 21. јануара (1. фебруара) 1732. године у граду Рашту).
Гроф Лудвиг је 1736. године, као генерал-фелдцеичмеистер са чином главног генерала, командујући једном од колона војске, учествовао под командом Б. Миниха у кримском походу у кампањи 1736. године и био при заузимању Перекопа, разарању Гезлева, Ак-Мосараја. Његов однос са Минихом се погоршао и пре ове кампање, а сада је постао још затегнутији. Гроф Лудвиг је убедио неколико генерала да потпишу протест против поступака главнокомандујућег и, према Манштајну, чак је намеравао да ухапси Миниха ако не испуни захтеве генерала. Протест није имао резултата и тада је гроф Лудвиг написао писмо војводи Ернесту Бирону са притужбом на Миниха; војвода Бирон је проследио пријаву Миниху, што, наравно, није могло да побољша односе између главнокомандујућег и његовог најближег помоћника.
Ипак, у кампањи 1737. године,гроф Лудвиг је поново, под командом Миниха, учествовао у кампањи на Очаков. Није директно учествовао у јуришу на Очаков; према Манштајну, гроф Лудвиг се „разболео баш у време када су се Руси спремали да нападну, и опоравио се на дан заузимања Очакова“. Вративши се на крају похода у Санкт Петербург, 21. јануара 1738. године, оженио се удовицом бившег молдавског владара, кнегињом Анастасијом Ивановном Кантемир, рођеном принцезом Трубецкој, ћерком Ивана Јурјевича Трубецког.
Године 1739. гроф Лудвиг је први пут отишао у иностранство након пресељења у Русију и упознао своју жену са својом породицом. Указом од 10. марта 1740. године, Миниху је наређено, под његовим председавањем и састављеном од чланова грофа од Хомбурга и барона Левендала, да формира посебну комисију „да испита артиљерију и да исправи недостатке у њој и да је убудуће боље и пристојно одржава. Комисија се састала само 3 пута. Његове активности су настављене под великом кнегињом Аном II Леополдовном 23. јануара 1741. године, под председавањем грофа Лудвига, а већ 10. фебруара 1742. године, нацрт упутства за Канцеларију главне артиљерије и њено особље је представљено Сенату, али није добио одобрење.
У јуну 1741. године, поводом рата са Шведском, грофу Лудвигу је поверено командовање над трупама додељеним за одбрану обале Финског залива; са њима је остао до наступања зиме, али није дошло до војних сукоба са Швеђанима. Гроф Лудвиг је био ревносни присталица царице Јелисавете Петровне и 25. новембра 1741. године, на дан преврата који ју је довео на престо, она га је упутила да руководи војним снагама Санкт Петербурга и одржава ред са њима. Као награду за учешће у преврату, гроф Лудвиг је добио звање капетана-потпоручника доживотне кампање и 11. децембра 1741. године примио у своју „директорију“ Џентријски кадетски корпус; осим тога, царица Јелисавета Романов му је поклонила прстен са дијамантима, златни мач са својим монограмом и дијамантима, и двориште у Москви у немачком насељу, као и простране земље у Ливонији (5. априла 1742 године).
На дан крунисања (25. априла 1742) унапређен је у генерал-фелдмаршала и пуковника Измаиловског пука. 15. фебруара 1742. године Артиљеријска канцеларија је поново уједињена са Фортификационом канцеларијом под главном командом грофа Хомбурга. 27. јула исте године, након што је царица Јелисавета Петровна отишла у Кијев, грофу Лудвигу је поверено управљање петербуршким палатама, гардом која је остала у престоници, као и пољским и гарнизонским пуковима.
У јесен ове године гроф Лудвиг се тешко разболео и 18. августа 1745. године, по савету лекара, одлази у иностранство. Стигавши у Берлин, због погоршања болести, био је приморан да се заустави овде и ту је и умро. Гроф од Хесен-Хомбурга оставио је за собом тужну успомену у Русији. Интригант, немирног, мрзовољног карактера, свађао се и са кнезом Александром Меншиковоим, и бароном Минихом, и грофом Алексејем Бестужевим-Рјумином, и нико га није волео; његова осуда кнеза Василија Владимировича Долгорукова изазвала је изгнанство кнеза Василија Долгаруког. Стојећи на челу артиљерије, он лично није учинио ништа да допринесе њеном процвату.